# Frisksportförbundet Järnringen
För andra betydelser, se Järnringen
Frisksportförbundet Järnringen var en svensk ideell förening och ett frisksportförbund grundat år 1931. Frisksportförbundet Järnringen välkomnade enbart män som medlemmar, medan Frisksportförbundet Silverringen var för kvinnor. Frisksportförbunden Järnringen och Silverringen, tillsammans med ungdomsorganisationen Förbundet För Fysisk Fostran (FFF) slogs i november 1935 ihop till Frisksportförbundet.